# Carl Teske
Carl Teske (* 8. Dezember 1859 in Neubrandenburg; † 2. Juli 1894 in Schwerin; vollständiger Name: Carl Wilhelm Julius Teske) war ein mecklenburgischer Heraldiker.

## Leben
Der Sohn eines Tischlers besuchte das Neubrandenburger Gymnasium, musste es jedoch wegen des frühen Tods des Vaters nach der Untersekunda verlassen. Anschließend arbeitete er als Schreiber in Feldberg, am Neubrandenburger Amtsgericht, später als Kammerschreiber (Copiist) im Kammer- und Forstkollegium Neustrelitz. 1891 wurde er ins Innenministerium nach Schwerin berufen und erhielt bald eine Anstellung als Hofkanzlist im Schweriner Hofmarschallamt.
In der Nacht vom 2./3. Juli 1894 nahm Teske sich in einem Schweriner See das Leben. Am 5. Juli entdeckte man seine schon stark verweste Leiche, die in Schwerin an unbekanntem Ort verscharrt wurde. Vorausgegangen waren erhebliche Differenzen Teskes mit ranghöchsten Schweriner Regierungsbeamten. Indizien deuten auf erhebliche Mobbingprobleme hin. Wesentliche Ergebnisse einer vom Großherzog eingesetzten Untersuchungskommission wurden (vermutlich von Beteiligten selbst oder in deren Auftrag) zeitnah aus den Regierungsakten entfernt.
Carl Teske, der als korrespondierendes Mitglied dem wissenschaftlichen Verein Herold angehörte, verfasste in seiner Hauptschaffenszeit mehrere Fachbücher zu Wappen, darunter das von Großherzog Friedrich Franz III. in Auftrag gegebene Wappenbuch des Großhezoglichen Hauses Mecklenburg.  Teske entwarf seinerzeit viele Wappen für Gemeinden und Städte in Mecklenburg. Viele dieser Wappen sind noch heute Grundlage der aktuellen Wappenzeichnungen.

## Werke (Auswahl)

### Wappen
- Stadtwappen Bad Doberan
- Wappen der Stadt Lübtheen

### Schriften
- Die Wappen der Großherzogthümer Mecklenburg, ihrer Flecken und Städte 1885
- Die Wappen des grossherzoglichen Hauses Mecklenburg in geschichtlicher Entwicklung. Güstrow 1893
- Das mecklenburgische Wappen von Lucas Cranach d. Ä., die Bücherzeichen (ex-libris) des Herzogs Ulrich zu Mecklenburg und Anderes. 1894